# Leptonetela caucasica
Espèce
Leptonetela caucasica est une espèce d'araignées aranéomorphes de la famille des Leptonetidae.

## Distribution
Cette espèce se rencontre en Géorgie et en Azerbaïdjan.

## Étymologie
Son nom d'espèce lui a été donné en référence au lieu de sa découverte, le Caucase.

## Publication originale
- Dunin, 1990 : Leptonetela caucasica sp. n.-a first finding of spiders of the family Leptonetidae (Aranei, Haplogynae) in the USSR. Zoologicheskii Zhurnal, vol. 69, no 1, p. 147-149.